# Mascagnia macradena
Mascagnia macradena är en tvåhjärtbladig växtart som först beskrevs av Dc., och fick sitt nu gällande namn av Franz Josef Niedenzu. Mascagnia macradena ingår i släktet Mascagnia och familjen Malpighiaceae. Inga underarter finns listade i Catalogue of Life.